# تالالا جنوبی
تالاللا جنوبی (به لاتین: Talalla South) یک منطقهٔ مسکونی در سری‌لانکا است که در استان جنوبی (سری‌لانکا) واقع شده‌است.